# Ayagawa Gorōji I
Ayagawa Gorōji I (綾川 五郎次 en japonés, nacido en 1703 y fallecido el 14 de marzo de 1765) fue un luchador de sumo (rikishi) japonés, conocido por ser el segundo yokozuna de la historia. 
Ayagawa provenía de la Prefectura de Tochigi y fue ascendido a ōzeki en 1717. Según la tradición, fue el luchador más fuerte  de la era Genbun. Fue un famoso luchador de sumo en Edo, Osaka y Kioto. El Oikaze XVII de la familia Yoshida, permitió a Ayagawa ser su pupilo. Se sabe muy poco acerca de su carrera en el sumo. Era de un tamaño legendario, quizás 2 m de altura y 150 kg de peso.
Murió el 14 de marzo de 1765. Su tumba se encuentra en Tochigi.
No fue hasta más de 150 años después de su muerte que fue reconocido como el segundo yokozuna  después de que el jinmaku del yokozuna estaba compilando una lista formal para un monumento.
No existe un registro sobre su historial de resultados en el banzuke y en los torneos.